# Liste polnischer Exonyme für deutsche Toponyme
In dieser Liste werden Orten im deutschen Sprachraum (Städte, Flüsse, Inseln, Länder, Landschaften etc.) die Bezeichnungen gegenübergestellt, die im Polnischen üblich sind bzw. waren.
Historische Bezeichnungen, die im allgemeinen Gebrauch im Polnischen nicht mehr üblich sind (wohl aber im historischen), werden betont dargestellt.
Polnische Bezeichnungen, die in der angegebenen Form nur im Atlas der geographischen Namen der westslawischen Gebiete (Atlas der geographischen Namen des Westslawentums) von Stanisław Kozierowski (1937) bzw. in anderen polnischen Quellen der 1930er und 1940er Jahre vorliegen, wurden mit einem Sternchen * gekennzeichnet. Viele der von Kozierowski angegebenen und in andere zeitgenössische Werke übernommenen Formen werden als gelehrte Neuschöpfungen des polnischen Wissenschaftlers diskutiert (vgl. den externen Link am Ende dieser Seite).

## A
- Akwizgran: Aachen
- Alpy: Alpen
- Alzacja: Elsass
- Argowia (kanton): Aargau (Kanton)
- Austria: Österreich

## B
- Badenia (kraina historyczna): Baden (historisches Land)
- Badenia-Wirtembergia: Baden-Württemberg
- Bałtyk, Morze Bałtyckie: Ostsee, Baltisches Meer
- Bardo: Barth
- Bawaria: Bayern
- Bazylea (miasto i kanton): Basel (Stadt und Kanton)
- Bełt (Mały Bełt, Wielki Bełt): Belt (Kleiner Belt, Großer Belt)
- Berlinek*: Berlinchen
- Berno (miasto i kanton): Bern (Stadt und Kanton)
- Bezków, Bieżków*: Beeskow
- Biała Góra: Belgern
- Biała Góra*: Wittenberge
- Biała Woda*: Weißwasser/Oberlausitz
- Bińce*: Binz
- Biskupice: Bischofswerda
- Boczów*: Oranienburg (historisch: Bötzow)
- Brandenburg, Brenna, Branibór: Brandenburg (Stadt)
- Brandenburgia: Brandenburg (Land)
- Branibór Nowy*: Neubrandenburg
- Bregencja: Bregenz
- Brema (miasto i kraj): Bremen (Stadt und Land)
- Brudzów*: Brüssow
- Brunszwik (miasto i kraina historyczna): Braunschweig (Stadt und historisches Land)
- Brzeźnik*: Friesack
- Budziszów*: Bützow
- Budziszyn: Bautzen

## C
- Celowiec: Klagenfurt
- Cerkwica: Altenkirchen
- Chyżyn: Kessin
- Chociebuż: Cottbus
- Choćków: Gützkow
- Ciecierów*: Teterow
- Cieszyn*: Tessin (bei Rostock)
- Cisów*: Thiessow
- Czerwiszcze: Zerbst

## Ć
- Ćwików: Zwickau

## D
- Darsin (półwysep): Darss (Halbinsel)
- Desawa: Dessau-Roßlau
- Dębogard: Damgarten
- Dobryług: Doberlug-Kirchhain
- Dołęża (rzeka): Tollense (Fluss)
- Dolna Saksonia: Niedersachsen
- Domienice*: Dömitz
- Dosza: Dosse
- Drezno: Dresden
- Dunaj: Donau
- Dymin: Demmin

## E
- Elstera: Schwarze Elster

## F
- Frankfurt nad Menem: Frankfurt am Main
- Frankfurt nad Odrą: Frankfurt (Oder)
- Frankonia: Franken
- Frankoński Las: Frankenwald
- Fryburg (miasto i kanton): Freiburg (Stadt und Kanton)
- Fryburg Bryzgowijski: Freiburg im Breisgau
- Fryzja: Friesland
- Fryzynga: Freising

## G
- Gardziec Odrzański, Gardziszcze*: Gartz (Oder)
- Gardziec Rugijski, Grodnica*: Garz/Rügen
- Getynga: Göttingen
- Gnojno*: Gnoien
- Gorzyce*: Göritz
- Góra: Bergen auf Rügen
- Góra, Górzno*: Göhren
- Górna Szwabia: Oberschwaben
- Grabin*: Finsterwalde
- Grąbczów*: Gramzow
- Grązy*: Gransee
- Grodziec: Graz
- Gródek*: Spremberg
- Grójcz: Groitzsch
- Gryfia: Greifswald
- Grzymie*: Grimmen
- Gubin: Guben

## H
- Hanower: Hannover
- Hawela, Hobola (rzeka): Havel (Fluss)
- Hawelberg, Hobolin: Havelberg
- Hesja: Hessen
- Holsztyn: Holstein
- Hycina (wyspa): Hiddensee (Insel)

## I
- Izara: Isar

## J
- Jaromin*: Jarmen
- Jasiennik*: Jatznick
- Jezioro Bodeńskie: Bodensee
- Jezioro Czterech Kantonów: Vierwaldstättersee
- Jezioro Morzyckie: Müritz
- Jezioro Pławno: Plauer See
- Jezioro Zwierzyńskie, Jezioro Skwierzyńskie, Jezioro Swaryńskie: Schweriner See
- Jińszcz*: Gingst
- Jutlandia: Jütland

## K
- Kaława, Kalawa*: Calau
- Kamienica Saska: Chemnitz
- Kamieniec: Kamenz
- Kanał Śródlądowy: Mittellandkanal
- Karyntia: Kärnten
- Kcynia: Eggesin
- Kilonia: Kiel
- Koblencja: Koblenz
- Kolonia: Köln
- Konstancja: Konstanz
- Komorów, Komarów Zły*, Złokomorów*: Senftenberg
- Kopnik, Kopanik, Kopanica: Berlin-Köpenick
- Kosków*: Casekow
- Krzemień*: Kremmen
- Kwedlinburg: Quedlinburg
- Kwerfurt: Querfurt

## L
- Leśnowola*: Bad Freienwalde (Oder)
- Licheń*: Lychen
- Lipsk: Leipzig
- Lotaryngia: Lothringen
- Lubeka: Lübeck
- Lubij*: Löbau
- Lubin: Lübben
- Lubnów*: Lübbenau
- Lubusz: Lebus
- Lucerna: Luzern
- Luksemburg: Luxemburg
- Luneburska Pustać: Lüneburger Heide

## Ł
- Łaba: Elbe
- Ławno*: Laage
- Łączyn: Lenzen
- Łeknica (rzeka): Löcknitz (Fluss)
- Łęknica*: Löcknitz
- Łozice, Łozica*: Loitz
- Łuków: Luckau
- Łużyce: Lausitz

## M
- Malechów: Malchow
- Małkinia*: Malchin
- Marchia Brandenburska: Mark Brandenburg
- Marchia Środkowa: Mittelmark
- Marchia Wkrzańska: Uckermark
- Mechlin, Weligard: Mecklenburg (Ort)
- Meklemburgia: Mecklenburg (historisches Land)
- Meklemburgia-Pomorze Przednie (†Meklemburgia-Przedpomorze): Mecklenburg-Vorpommern
- Men: Main
- Miluza: Mülhausen
- Miłoradz: Müllrose
- Miśnia: Meißen
- Mnichów (półwysep): Mönchgut (Halbinsel)
- Moguncja: Mainz
- Monachium, Mnichów: München
- Monastyr: Münster
- Morzyce*: Müritz
- Moza: Maas
- Mozela: Mosel
- Mużaków: Bad Muskau

## N
- Nadrenia-Palatynat: Rheinland-Pfalz
- Nadrenia-Północna Westfalia: Nordrhein-Westfalen
- Nakło nad Pianą: Anklam
- Niemcy: Deutschland
- Norymberga: Nürnberg
- Nowa Marchia: Neumark
- Nowe*: Nauen
- Nysa: Neiße

## O
- Odra: Oder
- Odrzycko*: Oderberg
- Oleszna*: Welse
- Ora: Ohre
- Ostrów: Güstrow, Wustrow
- Ostfalia: Ostfalen
- Otok*: Groß Wudicke

## P
- Pasawa: Passau
- Paszów*: Passow
- Palatynat: Pfalz
- Perłów*: Perleberg
- Piana: Peene
- Pianoujście, Kujawice*: Peenemünde
- Pieńkuń*: Penkun
- Płonia: Plön
- Płonina: Fläming
- Poczdam, Postąpim: Potsdam
- Podbórz*: Putbus
- Podgrodzie*: Putgarten
- Podleszcze*: Putlitz
- Pozdawilk, Pasiwilk*: Pasewalk
- Prusy: Preußen
- Przegnica: Prignitz
- Przemysław, Przęsław: Prenzlau
- Przestawilk*: Pritzwalk
- Przewóz*: Altefähr
- Przybór*: Fürstenwalde
- Przybrzeg*: Fürstenberg (Oder)

## R
- Racibórz: Ratzeburg, Ratibor
- Radęca: Regnitz
- Radogoszcz: Radegast
- Radogoszcz: Rethra
- Radwor: Radibor (Sachsen)
- Rana (wyspa): Rügen (Insel)
- Ratnów*: Rathenow
- Ratyzbona: Regensburg
- Reknica, Rzekienica: Recknitz
- Rędowa: Randow
- Ren: Rhein
- Rochelice: Rochlitz
- Roztoka: Rostock
- Rudawy, Kruszcowe Góry: Erzgebirge
- Rugia, Rana: Rügen
- Ruhra: Ruhr
- Ryńsk*: Rheinsberg
- Rypin Nowy*: Neuruppin
- Rzepin*: Rappin

## S
- Saara: Saar
- Sadniki*: Zehdenick
- Saksonia: Sachsen
- Saksonia-Anhalt: Sachsen-Anhalt
- Sala, Soława: Saale
- Sebnice: Sebnitz
- Serbiszcze: Zerbst
- Smreczany: Fichtelgebirge
- Solura: Solothurn
- Sośnica: Sassnitz
- Spira: Speyer
- Sprewa, Szprewa: Spree
- Stare Warpno: Altwarp
- Starków: Storkow
- Stargard: Oldenburg in Holstein
- Stargard: Burg Stargard
- Strasburg, Sztrasburg: Straßburg
- Straż Pańska: Herrnhut
- Strażno*: Strasburg (Uckermark)
- Struma: Stremme
- Strzała: Strehla, auch Riesa
- Strzałów: Stralsund
- Strzelce Nowe: Neustrelitz
- Styria: Steiermark
- Sucha, Ziemia Sucha: Zauche (Landschaft)
- Szafuza: Schaffhausen
- Szlezwik-Holsztyn: Schleswig-Holstein
- Szlezwik: Schleswig
- Szpandawa: Spandau
- Sztutgart: Stuttgart
- Szwabia: Schwaben
- Szwajcaria: Schweiz

## Ś
- Świecie nad Odrą, Świeć*: Schwedt/Oder
- Święciana, Święcina: Schwentine
- Święty Ostrów*: Wustrow (Fischland)

## T
- Tęplin*: Templin
- Trawna (rzeka): Trave (Fluss)
- Trewir: Trier
- Trzebiatów nad Dołężą: Altentreptow
- Trzebudzice*: Tribsees
- Turgowia: Thurgau
- Turyngia: Thüringen
- Turyński Las: Thüringer Wald
- Turzegłowy*: Torgelow
- Tybinga: Tübingen
- Tyrol: Tirol

## U
- Unstruta: Unstrut
- Utyń*: Eutin
- Uznam (miasto i wyspa): Usedom (Stadt und Insel)

## W
- Wagria: Wagrien
- Warnawa (rzeka): Warnow (Fluss)
- Warzno*: Waren (Müritz)
- Wembrza (wyspa): Fehmarn (Insel)
- Westfalia: Westfalen
- Wezera: Weser
- Węgroujście: Angermünde
- Wiedeń: Wien
- Wiedeński Las: Wienerwald
- Wierzbno: Werben (Elbe)
- Wirtembergia: Württemberg
- Witów (półwysep): Wittow (Halbinsel)
- Wittenberga, Witemberga Wittenberg
- Wkra (rzeka): Uecker (Fluss)
- Wkra, Wkroujście, Wkryujście: Ueckermünde
- Wojerce, Wojrowice*: Hoyerswerda
- Wolimierz: Wolmirstedt
- Wołogoszcz, Ołogoszcz*: Wolgast
- Wormacja: Worms
- Wrzecień*: Wriezen
- Wurcin: Wurzen
- Wysoka*: Wittstock/Dosse
- Wyspy Północnofryzyjskie: Nordfriesische Inseln
- Wyspy Wschodniofryzyjskie: Ostfriesische Inseln
- Wyszomierz: Wismar

## Z
- Zabrodzie*: Schaprode
- Zagłębie Ruhry: Ruhrgebiet
- Zagrodzie*: Sagard
- Zające*: Sanitz
- Zgorzelec: Görlitz
- Zieleń*: Sellin
- Złota Niwa: Goldene Aue
- Zurych: Zürich
- Zwierzyn, Skwierzyn, Swarzyń: Schwerin

## Ż
- Żelazowa Huta: Eisenhüttenstadt
- Żytawa: Zittau
- Żytyce: Zeitz